# Cameron River (Lake Stream)
Der Cameron River ist ein Fluss in der Region Canterbury auf der Südinsel von Neuseeland.

## Geographie
Der Cameron River entspringt dem South Cameron Glacier an seiner Ostseite und fließt nach dem Verlassen des Gletscherbereiches nordöstlich entlang der Wild Mans Brothers Range in südöstliche Richtung, bis er rund 5 km westlich des Lake Heron einen Linksschwenk um ca. 90 Grad in nordöstlich Richtung vollzieht und mehrarmig durch das Feuchtgebiet der Ebene ab 1,5 nordnordwestlich des Lake Heron in den Lake Stream mündet. Der Cameron River miss eine Länge von rund 22 km.